# Henry Blanke
Henry (Heinrich) Blanke (Steglitz, Berlijn, Duitsland, 17 februari 1890 – Los Angeles, V.S., 28 mei 1981), was een in Duitsland geboren Amerikaanse filmproducent. Naast het produceren van films was hij ook actief als assistent regisseur, scenarioschrijver en deed hij de montage voor enkele films.
Blanke produceerde negen films in zijn moederland Duitsland voordat hij emigreerde naar Amerika. Zijn eerste film in Hollywood was Mystery of the Wax Museum (1933). 

## Gedeeltelijke filmografie
- Dearie (1927)
- Mystery of the Wax Museum (1933)
- Convention City (1933)
- I Am a Thief (1934)
- Four Daughters (1938)
- Juarez (1939)
- The Great Lie (1941)
- The Maltese Falcon (1941)
- Old Acquaintance (1943)
- Of Human Bondage (1946)
- June Bride (1948)
- Winter Meeting (1948)
- The Treasure of the Sierra Madre (1948)
- Beyond the Forest (1949)
- The Fountainhead (1949)
- Tomorrow Is Another Day (1951)
- So Big (1953)
- King Richard and the Crusaders (1954)
- Serenade (1956)
- Sincerely Yours (1956)
- Too Much, Too Soon (1958)
- The Nun's Story (1959)
- Cash McCall (1960)